# Canal 9 (Argentina)
El Canal 9 de Buenos Aires (més conegut com El Nueve i estilitzat com elnueve) és un canal de televisió oberta argentí que transmet des de la Ciutat Autònoma de Buenos Aires. L'emissora va ser inaugurada el 9 de juliol 1960.
Des de l'any 2007, és propietat del conglomerat de mitjans mexicà Albavisión, que ho opera a través de l'empresa argentina Telearte. Al desembre de 2019, Telearte va arribar a un acord estratègic amb el Grupo Octubre, del sindicalista Víctor Santa Maria.